# Palatul Regal din Amsterdam

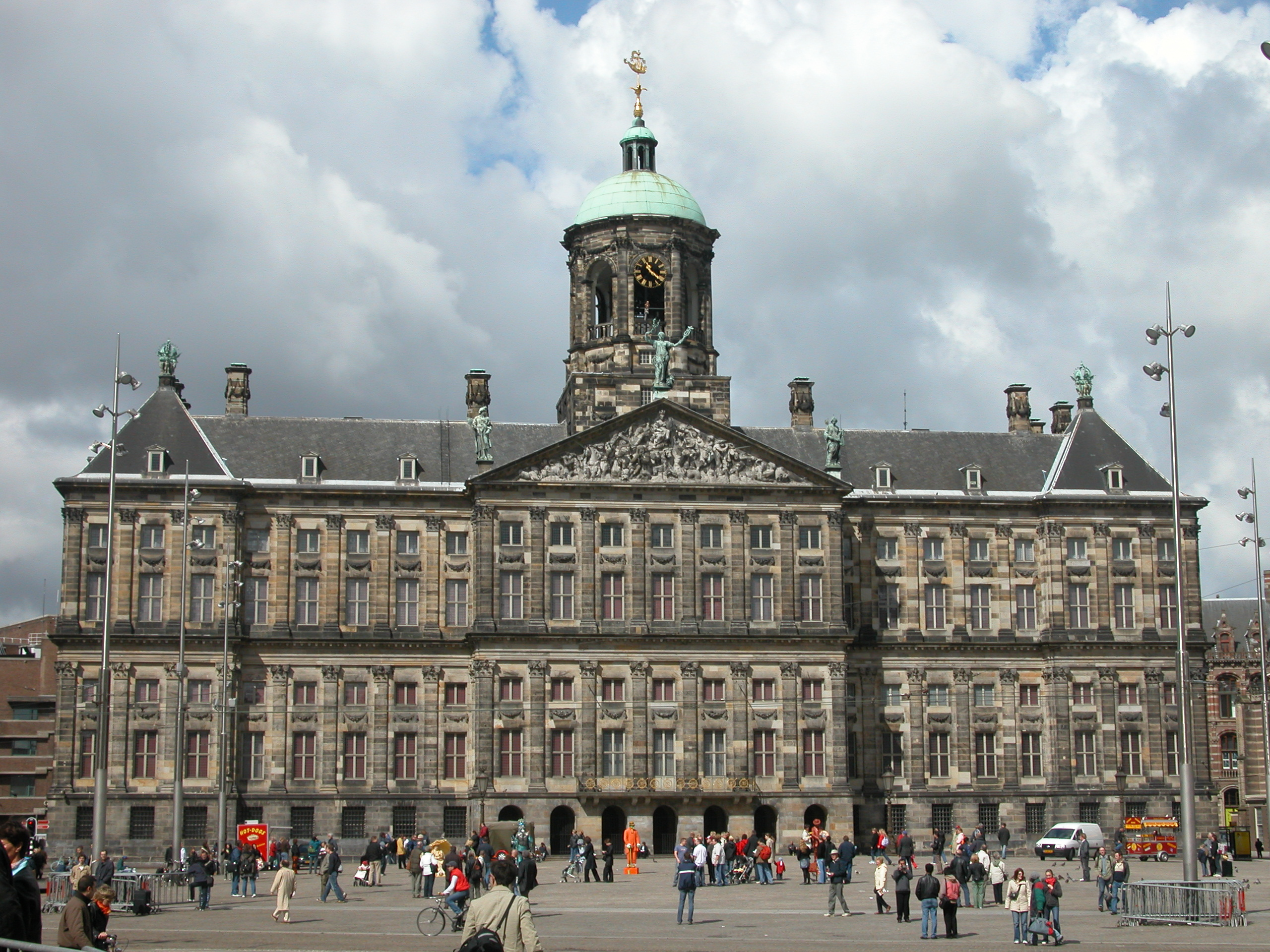
Palatul Regal din Amsterdam

Palatul Regal din Amsterdam este un palat regal situat în piața Dam din centrul orașului Amsterdam din Țările de Jos. El a fost clădit în epoca de aur în anii 1648-1665, când regatul Țărilor de Jos se afla în perioada apogeului. Palatul a fost construit ca primărie în stilul clasic al Țărilor de Jos după planul arhitectului Jacob van Campen. Sculpturile au fost efectuate de Artus Quellijn. În anul 1808 clădirea a fost folosită pentru prima oară ca reședință regală a casei de Orania. Din 1939 este reședință regală permanentă, aici fiind primiți trimișii diplomați străini. Între anii 2005 - 2009 din cauza lucrărilor de renovare a fost închis, iar din anul 2009 este redeschis din nou vizitatorilor. Direct în fața palatului era în trecut casa primăriei, din anul 1856 aici se află monumentul Louis Royer.

## Istoric

### Primăria
Structura a fost construită ca Primăria orașului Amsterdam "cu care se confruntă debarcadele de aterizare de-a lungul Damrakului, care în acel moment ar fi fost ocupat cu nave". Primăria a fost deschisă la 29 iulie 1655 de Cornelis de Graeff, primarul orașului Amsterdam. Arhitectul principal a fost Jacob van Campen, care a preluat controlul asupra proiectului de construcție în 1648. A fost construit pe 13,659 piloți din lemn și costă 8,5 milioane de guldeni. O gresie gălbuie din Bentheim din Germania a fost folosită pentru întreaga clădire. Marmura era materialul ales pentru interior. 